# Saison 2 de Mad Men
Chronologie
Saison 1 Saison 3
Cet article présente la deuxième saison de la série télévisée américaine Mad Men.

## Synopsis
La saison deux s'ouvre sur le jour de la Saint Valentin 1962, quinze mois après les événements de la saison une. Le mariage des Draper semble être reparti sur des bases plus solides, tandis que Peggy est retournée au travail. Joan et Roger ont mis fin à leur liaison. Betty a pour nouveau passe-temps l'équitation et repousse les avances constantes d'Arthur Case, un cavalier débutant.
Sterling Cooper se lance plus avant dans la « Pepsi Generation » puisque désormais, la signature de jeunes talents devient une priorité à la demande de « Duck » Phillips, qui fut le choix de Don Draper l'année précédente, au poste de directeur des comptes. Par la suite, Duck convainc l'entreprise d'essayer de signer son ancien client, American Airlines, après que la compagnie aérienne a annoncé publiquement un changement de stratégie marketing. Don Draper proteste, arguant du fait que la réalisation de ce projet force l'entreprise à abandonner Mohawk Airlines, l'un des principaux clients de Draper. Le pitch d'American Airlines échoue, nuisant significativement à la réputation de Phillips au sein de l'entreprise et créant une tension palpable avec Draper. 
Joan, ayant été démasqué auprès de ses collègues par Paul sur son âge de 31 ans, s'engage avec un interne de médecine, Greg Harris, qui finalement la viole dans le bureau de Don, avant le mariage du couple. En dépit de cela, Joan reste avec son fiancé.

## Distribution

### Acteurs principaux
- Jon Hamm (VF : Bruno Choël) : Don Draper (directeur de la création et associé)
- Elisabeth Moss (VF : Anne Dolan) : Peggy Olson (rédactrice)
- Vincent Kartheiser (VF : Yoann Sover) : Pete Campbell (commercial)
- January Jones (VF : Nathalie Karsenti) : Betty Draper
- Christina Hendricks (VF : Marine Jolivet) : Joan Holloway (responsable administrative)
- Bryan Batt (VF : Serge Biavan) : Salvatore Romano (graphiste)
- Michael Gladis (VF : Denis Laustriat) : Paul Kinsey (rédacteur)
- Aaron Staton (VF : Sébastien Desjours) : Ken Cosgrove (commercial)
- Rich Sommer (en) (VF : Vincent Ribeiro) : Harry Crane (chef du service télévision à partir de l'épisode 3)
- John Slattery (VF : Éric Legrand) : Roger Sterling (associé principal)

### Acteurs récurrents
- Kiernan Shipka (VF : Corinne Martin) : Sally Draper (12 épisodes)
- Mark Moses (VF : Luc Bernard)  : Herman "Duck" Phillips (directeur des comptes, directeur de Sterling Cooper de l'épisode 12 à 13) (11 épisodes)
- Alison Brie (VF : Natacha Muller) : Trudy Campbell (7 épisodes)
- Julie McNiven (VF : Nadine Girard) : Hildy (7 épisodes)
- Robert Morse (VF : Michel Prud'homme) : Bert Cooper (associé principal et Président de Sterling Cooper) (7 épisodes)
- Joel Murray (VF : Guy Chapellier) : Freddy Rumsen (6 épisodes)
- Deborah Lacey (VF : Pascale Jacquemont) : Carla (5 épisodes)
- Peyton List (VF : Olivia Luccioni) : Jane Siegel (5 épisodes)
- Melinda McGraw (VF : Juliette Degenne) : Bobbie Barrett (5 épisodes)
- Patrick Fischler (VF : Vincent Violette) : Jimmy Barrett (4 épisodes)
- Crista Flanagan (en) (VF : Laurence Bréheret) : Lois Sadler (4 épisodes)
- Myra Turley (VF : Marion Game) : Katherine Olson (4 épisodes)
- Gabriel Mann (VF : Mathias Casartelli) : Arthur Case[1] (4 épisodes)
- Audrey Wasilewski (VF : Delphine Braillon) : Anita Olson Respola (4 épisodes)
- Missy Yager (VF : Cathy Diraison) : Sarah Beth Carson (4 épisodes)
- Talia Balsam (VF : Annie Le Youdec) : Mona Sterling (3 épisodes)
- Patrick Cavanaugh (VF : Gaël Zaks) : « Smitty » Smith (3 épisodes)
- Anne Dudek (VF : Céline Ronté) : Francine « Hanson »(3 épisodes)
- Edin Gali : Kurt Smith (3 épisodes)
- Colin Hanks (VF : Fabien Jacquelin) : Père Gill (3 épisodes)
- Melinda Page Hamilton (VF : Sophie Froissard) : Anna Draper (2 épisodes)
- Samuel Page (VF : Stéphane Miquel) : Greg Harris (2 épisodes)
- Alexa Alemanni (VF : Pamela Ravassard) : Allison (1 épisode)
- Ryan Cutrona (VF : Jean-Claude Robbe) : Gene Hofstadt (1 épisode)
- Maggie Siff (VF : Ariane Deviègue) : Rachel Menken (1 épisode)
- Darby Stanchfield (VF : Stéphanie Lafforgue) : Helen Bishop (1 épisode)
- Marten Weiner (VF : Hervé Grull) : Glen Bishop (1 épisode)

## Liste des épisodes
1. Que jeunesse se passe
2. Vol 01
3. Diplomatie
4. Comme un dimanche
5. La Nouvelle
6. Cherchez la femme
7. Le violon d'or
8. Une soirée inoubliable
9. Cruelle absence
10. Héritage
11. Jet set
12. Dans l'antre du roi de la montagne
13. Crise de conscience

### Épisode 1:Que jeunesse se passe
- États-Unis : 27 juillet 2008[2]
- France : 16 septembre 2010 sur Canal+
- Belgique : 6 mars 2011 sur La Deux
- Québec : 13 septembre 2011 sur Télé-Québec
- Suisse : sur TSR1

- États-Unis : 2,06 millions de téléspectateurs[3]

### Épisode 2:Vol 01
- États-Unis : 3 août 2008
- France : 23 septembre 2010
- Québec : 20 septembre 2011
- Belgique :

- États-Unis : 1,33 million de téléspectateurs[3]

Le crash du vol American Airlines 1 du 1er mars 1962 touche plusieurs personnes dans les bureaux de Sterling Cooper, plus particulièrement Pete qui y a perdu son père. Celui-ci a également du mal à concevoir un enfant avec sa femme et ils consultent un spécialiste. 

### Épisode 3:Diplomatie
- États-Unis : 10 août 2008
- France : 30 septembre 2010
- Québec : 27 septembre 2011

- États-Unis : 1,26 million de téléspectateurs[3]

Un comédien à l'humour acide, Jimmy Barrett, humilie la femme de son employeur pendant la prise d'une de leurs publicités, et c'est Don qui doit arranger les choses. Ainsi, il rencontre la femme de ce dernier, Bobbie, avec qui il va avoir une liaison.

### Épisode 4:Comme un dimanche
- États-Unis : 17 août 2008
- France : 7 octobre 2010
- Québec : 4 octobre 2011

- États-Unis : 1,07 million de téléspectateurs[3]

Une dispute chez les Draper sur le côté renfermé de Don, qui ne corrige pas son fils lorsqu'il fait des bêtises. Betty se plaint d'être la seule à les éduquer puisqu'il n'est jamais là.

### Épisode 5:La Nouvelle
- États-Unis : 24 août 2008
- France : 14 octobre 2010
- Québec : 11 octobre 2011

- États-Unis : 1,47 million de téléspectateurs[3]

Une nouvelle secrétaire, Jane Siegel, est embauchée pour travailler pour Don. 

### Épisode 6:Cherchez la femme
- États-Unis : 31 août 2008
- France : 21 octobre 2010
- Québec : 18 octobre 2011

- États-Unis : 1,46 million de téléspectateurs[3]

Les dirigeants de la marque de lingerie Maidenform demandent une campagne à Sterling Cooper. Peggy se sent exclue du groupe de travail composé d'hommes uniquement et Joan lui donne des conseils. 
Pendant ce temps, la liaison de Don et Bobbie prend un tournant que Don refuse de laisser faire. Il apprend que les femmes parlent de lui et quitte Bobbie. 

### Épisode 7:Le Violon d'or
- États-Unis : 7 septembre 2008
- France : 28 octobre 2010
- Québec : 25 octobre 2011

- États-Unis : 1,67 million de téléspectateurs[3]

Jane, la nouvelle secrétaire de Don, fait tourner la tête des employés de Sterling Cooper. Elle les convainc d'entrer par effraction dans le bureau de Cooper afin d'admirer son cadre. Joan l'apprend, n'apprécie pas et la renvoie. Jane va user de ses charmes envers Roger pour réussir à conserver son poste. 
Cosgrove se met en tête d'écrire une deuxième nouvelle, ce qui réjouit Salvatore. Il l'invite alors à dîner chez lui avec sa femme. La fin du dîner prend une tournure particulière, sa femme Kitty se plaint de se sentir exclue et remarque l'attention que Salvatore porte à Ken. 

### Épisode 8:Une soirée inoubliable
- États-Unis : 14 septembre 2008
- France : 4 novembre 2010
- Québec : 1er novembre 2011

- États-Unis : 1,87 million de téléspectateurs[3]

Le couple Draper organise une soirée chez eux, surtout pour parler travail, et Betty découvre que les campagnes de publicité de son mari ont fonctionné sur elle, ce qu'elle prend très mal. Elle révèle alors à Don qu'elle est au courant pour Bobbie et son sentiment d'humiliation. Celui-ci nie en bloc. Elle passe alors sa journée à noyer son chagrin dans l'alcool. Les choses s'arrangent finalement dans la nuit suivante. 
Peggy est à nouveau sollicitée par le père Gill pour promouvoir une soirée dansante de la paroisse, mais ses idées novatrices sont très loin des opinions du prêtre. 

### Épisode 9:Cruelle absence
- États-Unis : 28 septembre 2008
- France : 11 novembre 2010
- Québec : 8 novembre 2011

- États-Unis : 1,6 million de téléspectateurs[3]

Août 1962. L'alcoolisme de Freddy Rumsen met Campbell, Romano et Peggy dans une situation très embarrassante juste avant un RDV important avec un client : l'homme se fait dessus puis s'endort, et c'est Peggy qui va assurer. 
Peter décide de tout raconter à Roger et Don. Ils décident de l'envoyer en congé pour six mois, mais avant, ils passent la soirée ensemble. 
Don finit par avouer à Roger qu'il rencontre des problèmes conjugaux. Le lendemain, perturbé par la conversation, Roger quitte sa femme Mona pour vivre avec Jane. Don renvoie aussitôt la jeune femme. 

### Épisode 10:Héritage
- États-Unis : 5 octobre 2008
- France : 18 novembre 2010
- Québec : 15 novembre 2011

- États-Unis : 1,3 million de téléspectateurs[3]

Le père de Betty a fait une attaque, et le couple Draper doit se reformer pour sauver les apparences. 

### Épisode 11:Jet set
- États-Unis : 12 octobre 2008
- France : 25 novembre 2010
- Québec : 22 novembre 2011

- États-Unis : 1,5 million de téléspectateurs[3]

Pete et Don sont en Californie pour négocier des contrats avec les entreprises de l'aérospatiale, mais Don croise la route d'une fille qui va lui faire changer tous ses plans. Il abandonne Pete sans le prévenir, le laissant gérer seul les négociations. 
Peggy invite son ami Kurt à un concert de Bob Dylan mais découvre qu'il est homosexuel. 

### Épisode 12:Dans l'antre du roi de la montagne
- États-Unis : 19 octobre 2008
- France : 2 décembre 2010
- Québec : 29 novembre 2011

- États-Unis : 1,4 million de téléspectateurs[3]

Don décide de ne pas rentrer avec Peter et va passer quelques jours avec sa confidente, Anna Draper, la veuve du véritable Donald Draper. 
Le conseil d'administration de Sterling Cooper doit donc décider en son absence des choix à venir avec l'offre de fusion avec Puttnam, Powell & Lowe. 
Les problèmes familiaux de Pete ont des conséquences sur un des contrats de l'agence : son beau-père décide de retirer un gros client de l'agence, arguant que Pete doit plus se consacrer à sa femme. 

### Épisode 13:Crise de conscience
- États-Unis : 26 octobre 2008
- France : 9 décembre 2010
- Belgique : 17 avril 2011
- Québec : 6 décembre 2011

- États-Unis : 1,75 million de téléspectateurs[3]

Octobre 1962. Don fait son grand retour de Californie, et découvre les nombreux changements : la fusion à venir, Peggy dans le bureau de Rumsen ... 
La crise des missiles de Cuba lance un mouvement de panique dans toute l'Amérique. 
Betty apprend qu'elle est enceinte, et envisage toutes les options. 